# ウィリアム・コツウィンクル
ウィリアム・コツウィンクル（William Kotzwinkle、1938年11月22日 - ）は、アメリカ合衆国の作家。
ペンシルバニア州スクラントン生まれ。
1977年『ドクター・ラット』で世界幻想文学大賞を受賞。映画『E.T.』のノベライゼーションで知られる。

## 日本語訳された著書
- 『バドティーズ大先生のラブ・コーラス』（The Fan Man、寺地五一訳、サンリオSF文庫） 1980
- 『E.T.』（E. T.: The Extra -Terrestrial、池央耿訳、新潮文庫） 1982、のちソニー・マガジンズ 2002
- 『E.T. ストーリーブック』（E. T. the Extra-Terrestrial Story Book、今野雄二訳、CBS・ソニー出版） 1982
- 『スーパーマンⅢ 電子の要塞』（Superman III、井上一夫訳、近代映画社、スクリーン・ノベルズ） 1983
- 『E.T.2 緑の惑星 ストーリーブック』（デヴィッド・ワイズナー插絵、アグネス・チャン訳、CBS・ソニー出版） 1985
- 『時のさすらい人』（The Exile 、佐藤高子訳、早川書房、ハヤカワノヴェルズ、コンテンポラリー・ライターズ） 1989
- 『ファタ・モルガーナ - 幻影の王国』（Fata Morgana、高木国寿訳、福武書店） 1991
- 『ホット・ジャズ・トリオ』（The Hot Jazz Trio、橋本槙矩訳、福武書店） 1991 - 短編集
「ジャンゴ・ラインハルトのブルース」
「ナイル川のブルース」
「貨物列車のブルース」
- 『E.T. グリーン・プラネット』（E. T.: the Green Planet、細田利江子訳、講談社X文庫） 1985、のちソニー・マガジンズ、ヴィレッジブックス） 2002
- 『名探偵カマキリと5つの怪事件』（Trouble in Bugland、浅倉久志訳、早川書房、ハリネズミの本箱） 2002
- 『おなら犬ウォルター』（Walter the Farting Dog、グレン・マリー共著、オードリー・コールマン絵、さんべりつこ訳、サンマーク出版） 2006
- 『おなら犬ウォルター のみの市で大さわぎ!』（Walter the Farting Dog: Trouble at the Yard Sale、グレン・マリー共著、オードリー・コールマン絵、さんべりつこ訳、サンマーク出版） 2008
- 『ドクター・ラット』（Doctor Rat、内田昌之訳、河出書房新社、ストレンジ・フィクション） 2011